# Carl Julius Lorck
Carl Julius Lorck (født 18. maj 1829 i Trondhjem, død 28. oktober 1882 i Kristiania) var en norsk maler. 
Lorck gik nogle år på Krigsskolen i Kristiania, men opgav den militære løbebane for at uddanne sig som maler. I 1852 rejste han til Düsseldorf, fik her først undervisning af professor Karl Ferdinand Sohn og fra 1854 af Adolph Tidemand, hvis personlige vejledning og indflydelse blev bestemmende for hans kunstneriske opfattelse, om end senere tyske genremalere, som Jordan og Ritter, har påvirket ham, hvilket navnlig kommer frem i hans interiører fra den norske kystbefolknings liv. Nasjonalgalleriet i Kristiania ejer hans: Handelsjøden i Lodshytten (1863), og Nationalmuseet i Stockholm Bondepolitikere; desuden kan nævnes hans Elgejægere (1875).